# Androsace du Piémont
Androsace adfinis
Espèce
L'Androsace du Piémont (Androsace adfinis) est une espèce de plantes à fleurs de la famille des Primulacées.

## Sous-espèces
- Androsace adfinis subsp. adfinis
- Androsace adfinis subsp. brigantiaca (Jord. & Fourr.) Kress
- Androsace adfinis subsp. puberula (Jord. & Fourr.) Kress